# Come My Way
Come My Way è il secondo album in studio della cantante britannica Marianne Faithfull, pubblicato nel 1965.

## Tracce
1. Come My Way (Jon Mark)
2. Jabberwoc (Trad. arr. Jon Mark)
3. Portland Town (Trad. arr. Jon Mark)
4. House of the Rising Sun (Trad. arr. Jon Mark)
5. Spanish Is a Loving Tongue (Trad. arr. Jon Mark)
6. Fare Thee Well (Trad. arr. Jon Mark)
7. Lonesome Travelers (Lee Hays)
8. Down in the Salley Garden (Trad. arr. Jon Mark)
9. Mary Ann (Trad. arr. Jon Mark)
10. Full Fathom Five (Trad. arr. Jon Mark)
11. Four Strong Winds (Ian Tyson)
12. Black Girl (Trad. arr. Jon Mark)
13. Once I Had a Sweetheart (Trad. arr. Jon Mark)
14. Bells of Freedom (Trad. arr. Mark-Sullivan)

Tracce Bonus (Reissue CD 1991)
1. Blowin' in the Wind (Bob Dylan)
2. Et Maintenant (What Now My Love?) (Gilbert Bécaud, Pierre Delanoë)
3. That's Right Baby (Michael Farr)
4. Sister Morphine (Marianne Faithfull, Mick Jagger, Keith Richards)